# Dimas Lidio Pitty
Dimas Lidio Pitty, né le 25 septembre 1941 à Potrerillos Abajo (district de Dolega, province de Chiriquí) et mort le 12 septembre 2015 à Panama, est un poète, journaliste, romancier, essayiste et enseignant panaméen,.

## Biographie
Après avoir étudié à Santiago (Chili) et à l'université de Panama, il s'exile pendant plusieurs années au Mexique pour raisons politiques. 
Directeur de l'Extension culturelle de l'université de Panama, professeur à l'université autonome de Chiriquí, directeur de la revie Bitacora, il est l'auteur d'une quinzaine de livres (poésie, contes, romans, essais), souvent inspirés de sa région d'origine, qui ont été traduits dans plusieurs langues. 
Comme journaliste, il a été critique de cinéma, éditorialiste, correspondant à l'étranger, chef de la rédaction et directeur de quotidiens et de revues.
Il est mort le lendemain d'une opération à cœur ouvert.